# اتیل سیلیکات ۴۰
اتیل سیلیکات ۴۰ (به انگلیسی: Ethyl Silicate 40)
مایعی از مخلوط تترا ایتوکسی سیلان و پلی توکسی سیلوکسان

## کاربرد
- در صنایع استیل: برای دقت قالب گذاری به عنوان یک جز رنگ و به عنوان یک بیندر برای تولید میله در معرض درجه حرارت بالا.
- در صنایع نساجی: برای ضد چروک کردن لباس‌های پشمی، به منظور کاهش چروکیدگی قالیچه‌ها و مقاوم کردن آن‌ها در برابر غبار و خرابی، به عنوان اشباع‌کننده الیاف پارچه.
- در ساخت و ساز ساختمانی: برای ساخت و تولید مواد ساختمانی ضد آب، عمل آوری سطوح رنگ شده، اشباع بتن به منظور کاهش تخلخل، به منظور دریافت سیلیکوسیلات و مقاوم کردن سیمان در برابر اسید.
- در صنایع شیشه و سرامیک: برای افزایش طول شیشه نوری، برای به کارگیری لایه پراکنده‌کننده نور در حباب‌های استوانه‌ای. به عنوان یک عامل چسبنده برای ساخت و تولید مواد سرامیکی که در برابر محیط‌های دارای خورندگی بالا مقاوم بوده و دارای قدرت مکانیکی بالا می‌باشد، خواص دی الکتریک و مقاومت حرارتی بالا، برای ساخت و تولید مواد با مقاومت بالا در برابر دمای بالای ۱۷۵۰°C و بار بالای 127 kg/sm3.
- در صنایع رنگ سازی: به عنوان یک افزودنی به منظور تسریع در خشک شدن، و تشکیل لایه ضد آب و حرارت با جلای مقاوم.

| نام پارامتر و واحد اندازه‌گیری              | استاندارد       |
| ------------------------------------------ | --------------- |
| چگالی نوری در یک طول موج400nm، نه بیشتر از | ۱٫۴             |
| چگالی نوری در یک طول موج670nm، نه بیشتر از | ۰٫۳             |
| محتوای جرمی هیدروژن کلرید، %، نه بیشتر از  | ۰٫۱             |
| محتوای جرمی اتیل الکل، %، نه بیشتر از      | ۱٫۵             |
| محتوای جرمی تترا ایتوکسی سیلان، %          | ۱۵–۱۰           |
| محتوای جرمی دی اکسید سیلیکون، %            | ۴۲–۳۸           |
| چگالی در ۲۰°C، g/cm3                       | ۱٫۰۷ – ۱٫۰۴     |
| دوره انعقاد، دقیقه                         | ۲۸۰–۱۸۰         |
| دمای نقطه انجماد                           | پایین‌تر از ۶۰°С |

## مشخصات ظاهری
- رنگ: بی‌رنگ متمایل به قرمز-قهوه‌ای
- بو: شبیه به بوی اتر

## اطلاعات ایمنی
- محصول با خطر سمیت، انفجار و آتش پایین
- زمان نگه داری: ۱۲ ماه
- تحت استاندارد GOST 26371-84